# 両手軍刀術
両手軍刀術（りょうてぐんとうじゅつ）とは、旧日本陸軍が制定した軍刀を使う戦技。

## 歴史

### 両手軍刀術の制定（大正4年版「剣術教範」）
1894年（明治27年）、陸軍戸山学校において、それまで行われていたフランス式剣術を廃し、日本の伝統的な剣術をもとにした片手軍刀術を制定した。しかし、当時の制式軍刀が片手で扱うサーベル様式であったことなどから、片手で扱う内容のままだった。
軍刀術を日本古来の剣術と同じく両手で扱う内容に改めるべきという意見が片手軍刀術の制定当時からあったが、なかなか実現しなかった。
1912年（大正元年）、戸山学校長・林二輔中佐は両手軍刀術の制定を決めた。しかし剣道や伝統的な剣術には道場でしか通用しない非実戦的な技法もあるため軍刀術としての要求に合致しないとして、学生隊長・二宮久二を主任として教官や長期学生に両手軍刀術の研究をさせた。
1915年（大正4年）の「陸軍剣術教範」の改正で両手軍刀術が制定された。これにより、従来の片手軍刀術は騎兵科のみで訓練されるようになった。
1916年（大正5年）、全国の連隊・大隊から各1名の士官学生を戸山学校に入校させ、両手軍刀術の教育が実施され、以降、毎年実施された。
また、戸山学校の剣術科教官・助教を京都の武道専門学校に派遣して修業させ、梅川巳之四郎・小沢愛次郎・斎村五郎・大島治喜太ら高名な剣道家を嘱託として戸山学校に招聘し、教官・助教の研修を毎週1回行った。

### 短期教育化（昭和9年版「剣術教範」）
在営年限の短縮や軍隊教育の科目の増加により、軍刀術を短期教育化する必要が出てきた。
これに対応するため、1934年（昭和9年）、主に戦場実技に重点を置くことで短期教育化した内容に「剣術教範」が改正された。
短期教育化による練度の低下を避けるため、応用教育を充実させることで練度の維持を図った。応用教育は対銃・対短剣などの異種白兵剣術、突進しての連続斬突や不整地やガス散布下や対多数などの状況を想定した格闘訓練、夜間に訓練を行う夜間剣術があった。

### さらなる短期速成教育化（「短期錬成教育軍刀（一撃必殺）訓練要綱」）
戦争が継続している状況のため、剣術の経験が無い者に対して短期速成的に軍刀の基礎的な斬撃刺突方法を教育する必要が出てきた。
これに対応するため、戸山学校では「剣術教範」とは別に1941年（昭和16年）に「短期錬成教育軍刀（一撃必殺）訓練要綱」を作成した。
その内容は、両手正面斬撃・両手刺突・両手左斜斬撃（左袈裟斬り）を、その場斬撃・数歩前進斬撃・数歩疾走斬撃・10mないし20m疾走斬撃に限定して行うものであった。

## 技法
大正4年版「陸軍剣術教範」での両手軍刀術を、剣道との比較を中心に記す。括弧内は剣道での用語である。
両手軍刀術用竹刀
長さは刀身2尺6寸（約78.8cm）・柄1尺2寸（約36.4cm）。
提刀
刃部を下にして竹刀を提げる。剣道とは逆に刃部を下にしているのは軍刀の佩用を想定しているためである。
構刀（構え）
剣道の正眼の構えとほぼ同じだが、刀先を相手の目に向ける。
斬撃部・刺突部（打突部位）
剣道よりも少なく、斬撃部は面・前臂（右小手）・右胴、刺突部は喉のみ。
返撃突（返し技）
剣道には多彩な返し技があるが、両手軍刀術では次の4種のみ訓練された。
- 面の返撃（面すりあげ面）
- 前臂の返撃（小手打ち落とし面）
- 胴の返撃（胴打ち落とし面）
- 突の返突（突なやし突）

連続斬撃（面の連続打ち）
連続攻撃は基本頭部への攻撃ではあるが、その人の技量により面への斬撃、左右の袈裟切り、左右胴切りが組み込まれていたようだ。

試合教習（かかり稽古）
剣道でいうかかり稽古のことで、試合の要領を修得するために習技者の技量に応じて段階的に行った。
この段階で、打撃・押圧を加えて行う撃突（払い技）や前臂・面を斬ると見せかけて行う撃突などを学んだ。